# Прутник, Эдуард Анатольевич
Пру́тник Эдуа́рд Анато́льевич (15 января 1973) — бизнесмен, меценат собственник группы компаний UVERCON, глава правления Международного фонда «Единый мир».

## Биографическая справка
Родился 15 января 1973 в городе Селидово Донецкой области; жена Прутник Оксана Юрьевна, сыновья Кирилл и Даниил, дочь Мария.
Окончил Донецкий национальный университет, получив квалификацию — экономист. Кандидат экономических наук.
Трудовую деятельность начал в ООО «Строитель», где с 1995 г. по 1996 г. работал товароведом.
С февраля по сентябрь 1997 г. занимал должность консультанта заместителя председателя Донецкой облгосадминистрации.
С сентября 1997 по февраль 1999 года был президентом Фонда социального развития производственных сил Донецкой области.
С февраля по май 1999 г. занимал должность первого заместителя директора Дирекции банка «Украина» в Донецкой области.
С мая 1999 по май 2001 г. занимался частным бизнесом
С мая 2001 по апрель 2002 г. занимал должность заместителя председателя Донецкого областного совета.
С апреля по декабрь 2002 г. — заместитель председателя Донецкой облгосадминистрации.
С декабря 2002 по январь 2005 г. работал советником Премьер-министра Украины.
С апреля 2003 возглавлял Наблюдательный совет Ощадбанка Украины.
С мая 2005 по апрель 2006 г. был председателем Правления общественной организации "Экспертно-аналитический центр"Социум".
С сентября 2006 по май 2008 г. занимал должность председателя Государственного комитета телевидения и радиовещания Украины.
С марта 1998 по март 2006 г. был депутатом Донецкого областного совета.
С 2006 по 2012 занимал должность депутата Верховного Совета Украины
Государственный служащий 2-го ранга (03.2007 г.). Награждён почётной грамотой Кабинета Министров Украины (12.2004 г.), отличием Государственного комитета финансового мониторинга Украины — нагрудным знаком «За высокие достижения в развитии системы предотвращения и противодействия легализации (отмыванию) доходов, полученных преступным путём» III степени (11.2008 г.), почётной грамотой Национального совета по вопросам телевидения и радиовещания (05.2008 г.), знаком отличия Государственного комитета телевидения и радиовещания Украины — нагрудным знаком «За заслуги в развитии информационной сферы государства» III степени (10.2007р), грамотой Священного Синода УПЦ в память празднования 1020 — летия крещения Руси (08.2008 г.), Орденом Иоанна Богослова за значительный вклад в реставрацию Свято-Николаевской церкви г. Борзна (11.2009 г.).

## Бизнес деятельность
Эдуард Анатольевич Прутник является учредителем группы компаний, входящих в «UVERCON Investment Limited», а также «MEDOK Group»:
«UVERCON Investment Limited» — компания существенно прогрессировала за последние несколько лет, добавив новые виды деятельности в свой актив. Теперь в область работы входит сельское хозяйство, добыча сырья, судостроение и финансовая отрасль. Эдуард Путник является создателем и владельцем компании.
«Украинская молочная компания» — одна из лидирующих компаний в отрасли животноводства. Компания профилируется на производстве молока высшего качества, которое соответствует всем стандартам ВТО. Топовые украинские компании используют продукцию «УМК».
«Namakwa Diamonds» — компания добывающая алмазы, имеющая разнообразные портфолио алмазных проектов, которые включают отдельные алмазные площади, расположенные в четырёх Африканских странах: ЮАР, ДР Конго, Намибии и Анголе.
«Uvercon Zimbabwe Gold Mining» — золотодобывающая компания, которая была создана в 2011 году. Специализируется на исследовании, развитии и добыче драгоценных и цветных металлов. Эдуард Путник является инвестором и владельцем компании.
«Мегахим» — группа компаний, которая специализируется на развитие, внедрении и продаже высоких технологий и продуктов отрасли нефтепереработки. Таких как Megalight Nano — вещество запатентовано в больше чем 120 странах, используется для оптимизации и улучшения качества нефти (бензина, керосина и дизеля).
«Mobilaunch» — компьютерное агентство, которое специализируется на создании и развитии креативного контента. Предоставляет услуги по созданию индивидуальных цифровых технологий. Компания базируется в городе Данилин, Новая Зеландия и Лос Анджелесе, США. Эдуард Путник является инвестором и акционером.
«GCRF West» — одна из ведущих финансовых компаний по структурированию, инвестированию и управлению финансовыми операциями. Специализируется в области: Финансы и Инвестиции, Судостроения, Энергетика, Природные ресурсы, Транспорт и Недвижимость. Офисы компании представлены в Лос Анджелесе и Дубай. Компания стала всемирно известной благодаря проектам по Финансовому структурированию судостроительных проектов, а также проектов связаны с возобновляемой энергией по всему миру. Эдуард Прутник является инвестором и партнёром.
«MEDOK Group» — группа компаний, базирующихся в ОАЭ, которые специализируются на торговле, бизнес консалтинге и продаже бриллиантов. Эдуард Прутник является учредителем и владельцем.

## Общественная деятельность
Эдуард Прутник является главой правления Международного фонда «Единый мир», созданного по его инициативе в апреле 2008 года.
Деятельность фонда «Единый мир» направлена на содействие развитию гражданина Украины, который осознаёт себя полноправной частью общества, государства, мира, имеет такие же права и возможности, как и любой человек в развитых странах международного сообщества.
Фондом проводятся общественно-политические мероприятия на Украине и за рубежом:
- Форумы:

— III международный форум «Европа-Украина» совместно с польским Институтом восточноевропейских исследований (Киев, февраль 2009 г.)
— Участие в V форуме «Европа-Россия» (Бухарест, май 2009 г.)
— Фонд выступил организатором панели «Позиционирование Украины в мире в контексте современных реалий» на XIX Экономическом форуме в г. Криница, а также первого в истории экономических форумов в Кринице украинского ланча (Польша, сентябрь 2009 г.)
— IV международный форум «Европа-Украина» совместно с польским Институтом восточноевропейских исследований (Киев, апрель 2010 г.)
— Фонд выступил организатором панели «Украина в новых реалиях: геополитические и геоэкономические ориентиры» на юбилейном XX Экономическом форуме в г. Криница, а также украинского ланча (Польша, сентябрь 2010 г.)
— Фонд выступил партнёром Всеукраинского объединения областных организаций работодателей предприятий жилищно-коммунальной сферы «Федерация работодателей ЖКХ Украины» в проведении Всеукраинского форума «Будущее жилищного фонда. Жилищная реформа» (Киев, сентябрь 2010 г.)
— Делегация фонда «Единый мир» приняла участие а работе V международного Энергетического форума (Сопот, Польша, ноябрь 2010 г.)
— V международный форум «Европа-Украина» совместно с польским Институтом восточноевропейских исследований (Киев, 23-25 февраля 2011 г.)
— Фонд стал участником II Форума регионов Украины и субъектов Уральского федерального округа РФ (Киев, 25 мая 2011 г.)
— При поддержке МФ «Единый мир» прошёл V Международный инвестиционный форум «Черниговщина-2011» (Чернигов, 23-24 сентября 2011 г.)
— Глава правления МФ «Единый мир» Э.Прутник принял участие в работе 16-го Петербургского международного экономического форума (Санкт-Петербург, РФ, 21-23 июня 2012 г.)
— Делегация фонда «Единый мир» под руководством главы правления Эдуарда Прутника приняла участие в работе 10-й юбилейной ежегодной сессии мирового общественного форума «Диалог цивилизаций» (Родос, Греция, 03-08 октября 2012 г.)
— Делегация МФ «Единый мир» приняла участие в работе форума «ЕС — Молдова» (Берлин, 22-23 октября 2012 г.)
- Конференции, круглые столы, конгрессы и другие мероприятия:

— Фонд был одним из организаторов круглого стола Форума «Европа — Украина» (Брюссель, 23-24 июня 2009 г.)
— Фонд участвовал в 10-й юбилейной ежегодной встрече Глобального партнёрства по Безопасности Дорожного движения, и всемирном конгрессе PRI 2009 «Молодёжь и инновационные решения в сфере безопасности дорожного движения» (Женева, Роттердам, июнь 2009 г.)
— Фонд стал генеральным партнёром глобального партнёрства Дорожного Движения (GRSP) по проведению Всеукраинской недели безопасности дорожного движения совместно с ВОО «Ассоциация безопасности дорожного движения», делегация которого посетила Первую министерскую конференцию по безопасности дорожного движения, с участием министров из 150 стран мира (Киев, Москва, ноябрь 2009 г.)
— Фонд совместно с венгерским Центром исследования политики безопасности и обороны выступил соорганизатором международной конференции «Будапештский Меморандум и новая структура европейской безопасности» (Будапешт, Венгрия, декабрь 2009 г.)
— Совместно с Немецким советом по внешней политике (DGAP) Фонд стал организатором международной конференции «Роль Украины в новой структуре Европы» (Берлин, Германия, март 2010 г.)
— Фонд стал организатором международной научно-практической конференции «Шанхайский проект для Украины» (Киев, июнь 2010 г.)
— Глава правления МФ «Единый мир» Э.Прутник и и. о. директора агентства Правительства США — американской Корпорации по частным инвестициям за рубежом (OPIC) Л.Спинелли подписали Меморандум о возобновлении деятельности OPIC на Украине (Вашингтон, США, 22 июня 2010 г.)
— Фонд стал генеральным партнёром ВОО «Ассоциация безопасности дорожного движения» по проведению Всеукраинской недели безопасности дорожного движения (Киев, ноябрь 2010 г.)
— Фонд организовал круглый стол «Интеграционный процесс Украина — ЕС: экономические и политические итоги 2010 года, определение будущих шагов» (Киев, 20 декабря 2010 г.)
— Фонд поддержал старт на Украине Десятилетия действий по безопасности дорожного движения под эгидой ООН, организованного Бюро Всемирной организации здравоохранения и ВОО «Ассоциация безопасности дорожного движения» (Киев, 11 мая 2011 г.)
— Глава правления МФ «Единый мир» Э.Прутник побывал с визитом в Республике Джибути, где провёл встречу с Президентом страны Исмаилом Омаром Геле, а также посетил местные благотворительные центры, работающие под патронатом первой леди Джибути Кадры Махмуд Хейд (Джибути, 29 мая 2011 г.)
— Э.Прутник побывал с визитом в Южно-Африканской Республике, где провёл встречу с депутатом национального парламента ЮАР, членом Национального исполнительного комитета Лиги женщин Африканского национального конгресса Винни Манделой (ЮАР, июль 2011 г.)
— Глава правления МФ «Единый мир» Э.Прутник побывал с визитом в Гвинейской Республике, где провёл встречу с Президентом Гвинеи Альфом Конде (Гвинея, 8 сентября 2011 г.)
— МФ «Единый мир» совместно с Фондом Карнеги (США) провели четвёртое пленарное заседание Евро-Атлантической инициативы в области безопасности (EASI) (Киев, 20-21 сентября 2011 г.)
— Круглый стол общественных организаций, посвящённый сохранению исторического наследия П.Столыпина (Киев, 19 ноября 2012 г.)
— Конференция «Уроки реформ Столыпина и современность» (Киев, 7 декабря 2012 г.)
- События в сфере культуры, науки, образования:

— Фонд совместно с посольством США на Украине издал книгу «Инаугурационные речи президентов США» (Киев, март 2009 г.)
— При поддержке Фонда также вышли книги: «Глобальный финансовый кризис: уроки для мира и Украины» (Киев, июль 2009 г.), «Западные избирательные системы: мифы, геополитика и права человека» (Киев, декабрь 2009 г.), «Речи, которые изменили мир» (февраль 2010 г.), «Мировая экономика: глобальный финансовый кризис» (Киев, июль 2010 г.), «События, изменившие мир» (Киев, апрель 2011 г.).
— Фонд выступил партнёром и спонсором ІІ Киевского международного кинофестиваля, проходившего под патронатом Президента Украины Виктора Януковича (Киев, май-июнь 2010 г.)
— МФ «Единый мир» выступил генеральным спонсором концерта «Вечер в Каракасе», в исполнении Национального одесского филармонического оркестра под руководством маэстро Хобарта Эрла (Одесса, 7 июля 2011 г.).
— Фонд «Единый мир» выступил партнёром в проведении Международного музыкального фестиваля в Ялте «Крым Мюзик Фест» (англ. Crimea Music Fest), художественным руководителем которого стала Алла Пугачёва (Ялта, 6-10 сентября 2011 г.).
— МФ «Единый мир» и Укргосархив подписали соглашение о сохранении памяти и изучении наследия П.Столыпина (Киев, 30 октября 2012 г.)
— Молебен памяти П.Столыпина (Киев, 13 ноября 2012 г.)
— Выставка «За семью печатями. П. А. Столыпин и Киев» (Киев, 27 ноября 2012 г.)
Э.Прутник стал победителем в номинации «Меценат года» четырнадцатой украинской общенациональной программы «Человек года — 2009» (Киев, март 2010 г.).

## Деятельность народного депутата
В марте 2006 г. Эдуард Прутник был избран народным депутатом Украины от Партии регионов. Народный депутат Украины 5-го созыва 04.-10.2006 от Партии регионов, № 55 в списке. На время выборов: председатель правления общественной организации "Экспертно-аналитический центр «Социум», член ПР, председатель подкомитета по вопросам правового обеспечения экономической, техногенной и экологической безопасности Комитета по вопросам национальной безопасности и обороны (07.-10.2006), член фракции Партии регионов (05.- 10.2006).
На внеочередных выборах в 2007 году был вновь избран в парламент Украины от Партии регионов в многомандатном общегосударственном округе, порядковый номер в списке 55. На время выборов: Председатель Гос. комитета телевидения и радиовещания Украины, член ПР. Член Комитета Верховной Рады Украины по вопросам свободы слова и информации (26.12.2007-13.04.2010).
Член Комитета Верховной Рады Украины по вопросам топливно-энергетического комплекса, ядерной политики и ядерной безопасности (с 23.02.2012).
Решением парламента Эдуард Прутник избирался Председателем Временной следственной комиссии Верховной Рады Украины по вопросам расследования случаев вмешательства органов государственной власти и органов местного самоуправления, их должностных лиц в деятельность средств массовой информации, а также случаев сообщений в средствах массовой информации о давлении на свободу слова на Украине (18.12.2009-30.03.2010).
Эдуард Прутник являлся членом группы по межпарламентским связям с Соединёнными Штатами Америки, а также членом группы по межпарламентским связям с Французской Республикой.
За время работы Верховной Рады Украины VI созыва Эдуард Прутник подал наибольшее количество депутатских запросов среди всех народных депутатов